# Nasturcja większa
Nasturcja większa (Tropaeolum majus L.) – gatunek byliny z rodziny nasturcjowatych (Tropaeolaceae). Pochodzi z Ameryki Południowej, jednak obecnie nie rośnie tam już dziko, znana jest jedynie z uprawy. Czasami dziczeje z upraw. Jako zdziczała z upraw występuje na Wyspach Juan Fernandez, na Maderze, w różnych częściach Europy, w Chinach i Brazylii. Do Europy przywiózł ją Holender Bewering w roku 1684. W Polsce jest uprawiana jako roślina ozdobna.
Nazwa Tropaeolum najprawdopodobniej pochodzi od słowa tropaedun, oznaczającego ostrogę.

## Morfologia

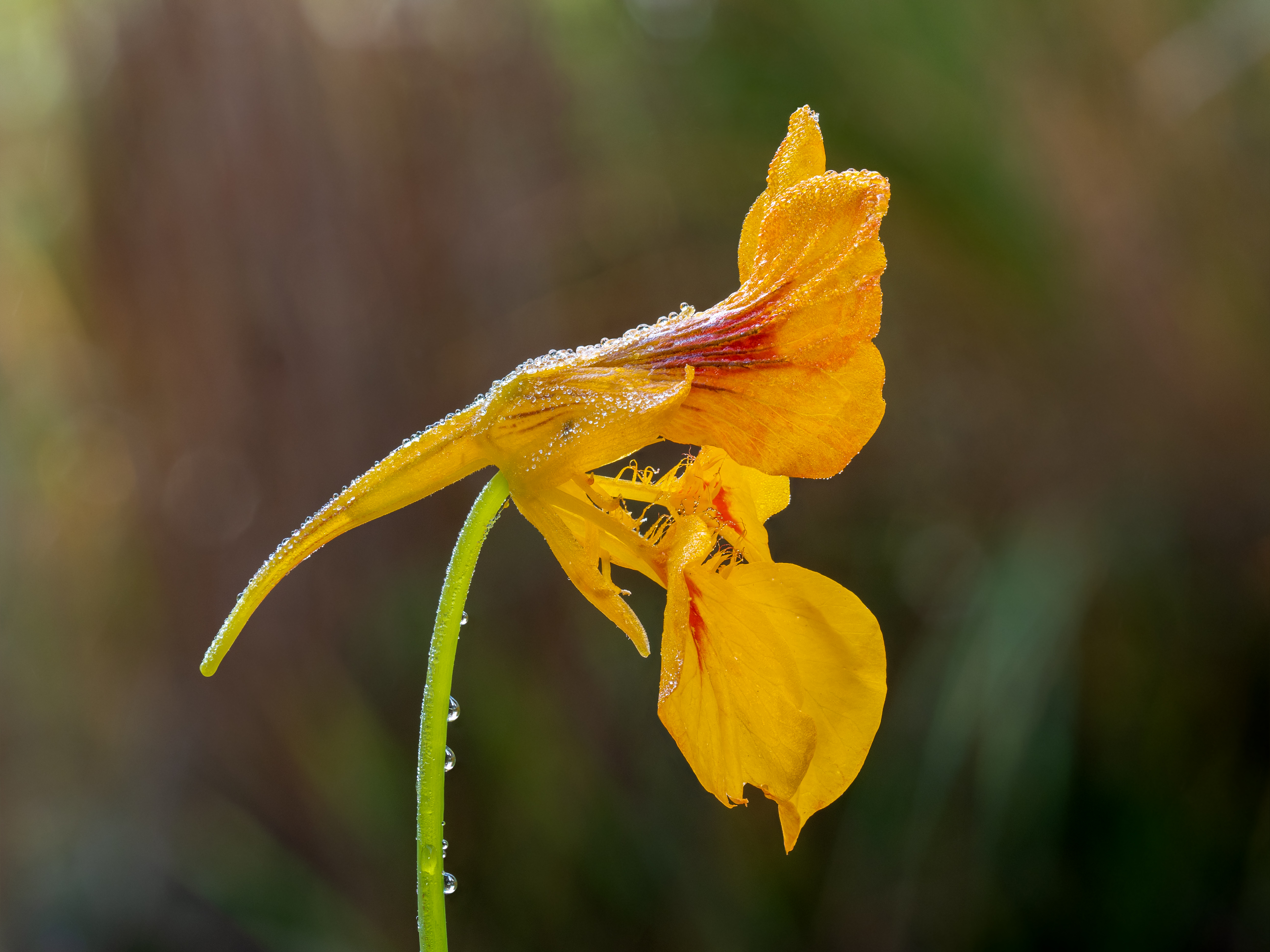
Kwiat z boku

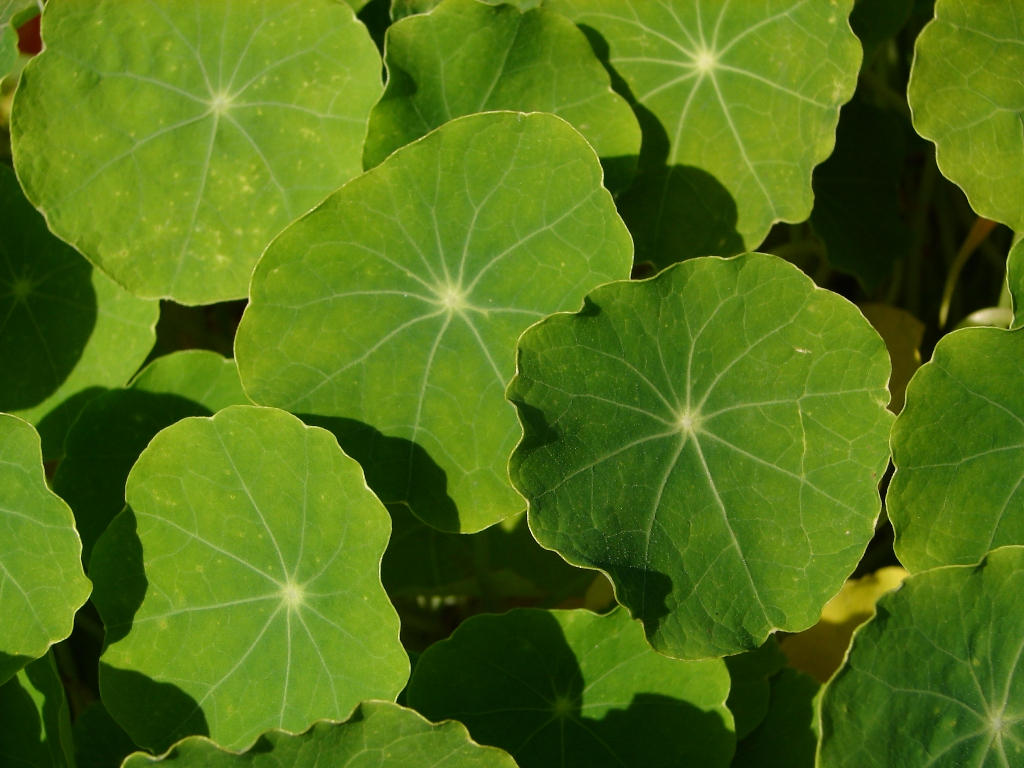
Charakterystyczne liście

PokrójRoślina o płożących się lub wspinających się pędach. Bardzo zróżnicowane wysokości w zależności od odmiany. Formy karłowate o pokroju krzaczkowatym – 30–40 cm wysokości. Formy pnące mają pędy 2–4 m długości. Odmiany pośrednie w pełnym zakresie od 30 cm do 400 cm. Odznacza się szybkim tempem wzrostu i potrafi przyrastać nawet do 3m długości.
PędyWiotkie, gęsto ulistnione, z liśćmi tworzą zwartą okrywę.
LiścieDuże, tarczowate, na długich ogonkach, jasnozielone, z sinoniebieskawym owoszczeniem, u odmian także pstre lub z jasnymi obwódkami.
KwiatyLekko grzbieciste, pojedyncze, kielichowate, duże, na długich szypułkach, z ostrogami; wyrastające w kątach liści na długich szypułkach. U różnych odmian mają barwę od żółtej poprzez pomarańczową do ciemnoczerwonej.  Pachnące i nektarodajne. U niektórych odmian kwiaty półpełne. Kwitnie od maja do września.
OwocSzarobeżowy, żebrowany orzeszek.

## Fitochemia
Obecność kwasów tłuszczowych (kwas erukowy, oleinowy, linolowy) oraz flawonoidów (izokwercetyna, 3-glukozyd kwercetyny oraz kemferol);  glukozynolany, takie jak glukotropeolina (glukozylan benzylu) i synalbina oraz tetracykliczne triterpeny, antocyjany (na poziomie 72 mg/10 g świeżej masy, z czego 91% stanowi pelargonidyna). Barwniki roślinne: polifenole oraz karotenoidy. 
Wśród polifenoli największą grupę związków stanowią flawonoidy (flawonole i antocyjany). Wśród karotenoidów występują: luteina, α-, β-, γ-karoten oraz zeaksantyna.  Kwiaty nasturcji są bogatym źródłem związków mineralnych (siarki i fosforu). Nasturcja charakteryzuje się także wysoką zawartością fitoncydów.

## Zastosowanie
- Roślina lecznicza
  - Surowiec zielarski: nasiona (Semen Tropaeoli). Zawierają glikozyd glikotropeolinę, z której w wyniku fermentacji – po uszkodzeniu łupiny nasiennej – powstaje izocyjanat benzylu, stanowiący główny składnik olejku lotnego zawartego w nasionach. Oprócz tego stwierdzono obecność bardzo skutecznych, lecz mało trwałych antybiotyków.
  - Działanie: działa silnie na chorobotwórcze bakterie, zwłaszcza atakujące drogi moczowe (zapalenie dróg moczowych) i oddechowe (zapalenie płuc i grypa). Ekstrakty wodne, etanolowe oraz octanowe, syropy na bazie naparów i maceratów oraz spirytusy nasturcjowe, wykazujące silne działanie przeciwbakteryjne i przeciwgrzybiczne. Ekstrakty z liści nasturcji stosuje się przy anginach, w bronchitach oraz stanach zapalnych dróg moczowych.
  - Zbiór i suszenie: Dojrzałe owoce zbiera się w sierpniu i wrześniu, dosusza je w przewiewnym miejscu i wyłuskuje nasiona (stopniowe i nieregularne dojrzewanie owoców utrudnia zbiór, co powoduje często znaczne ich straty).

- Roślina ozdobna – uprawiana w licznych i różniących się barwą kwiatów odmianach w ogrodach i parkach. Ozdobne są kwiaty, jak również liście. Uprawia się ją na rabatach kwiatowych, szczególnie zaś nadaje się na balkony, altany, pergole, siatki, płoty itp. Czasami uprawiana jest również na kwiat cięty.
- Roślina jadalna – młode pędy i liście mogą być jedzone jako przyprawa lub sałata — ostry smak, dojrzewające owoce nasturcji mogą być marynowane.

## Wybrane odmiany

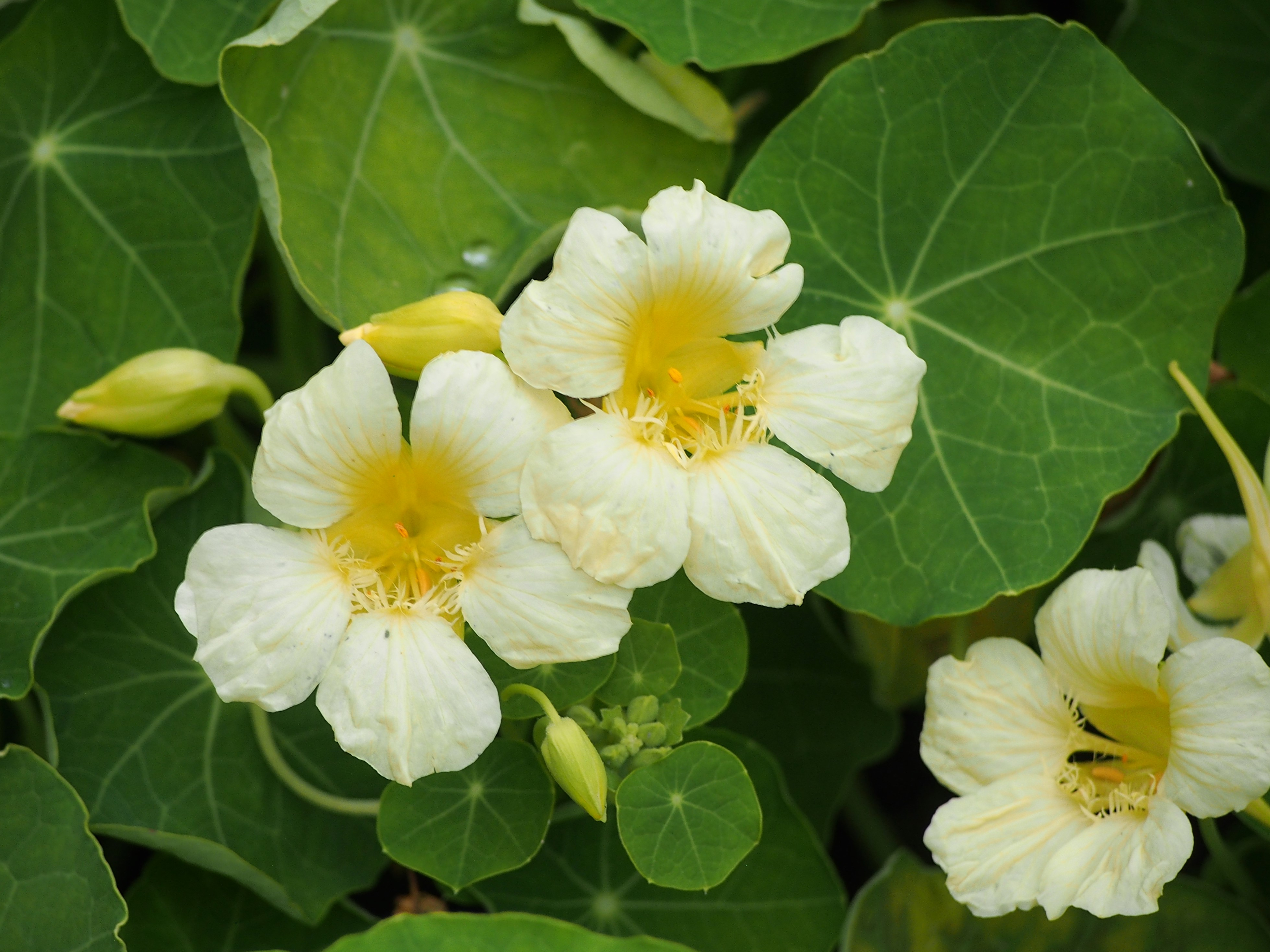
Odmiana 'Milkmaid'

- 'Scharlachglanz' - odmiana osiągająca nawet do 4 metrów wysokości, kwitnąca od czerwca do października. Kwiaty duże, półpełne do około 7 cm średnicy w barwie czerwonej.
- 'Milkmaid' - odmiana pnąca, osiągająca do około 3 m wysokości, charakteryzująca się kremowobiałymi kwiatami. Siejemy ją w odstępach co około 50 cm.
- 'Alaska' – ma krzaczasty pokrój i jasnozielone, kremowo nakrapiane liście. Kwiaty kremowe, pomarańczowe, czerwone lub żółte.
- 'Alaska Gold' - odmiana o złotożółtych kwiatach.
- 'Alaska Apricot' - odmiana o morelowych kwiatach.
- 'Mahogany Jewel' - odmiana niska, osiągająca do około 30- 40 cm wysokości o mahoniowych oraz półpełnych kwiatach. Doskonała na balkon do uprawy w skrzynkach, donicach oraz pojemnikach wiszących.
- 'Lady Bird' - niska odmiana o pięknych, złocistych kwiatach z czerwonymi plamami.
- 'Peach Melba' - odmiana niska o żółtawych kwiatach ze szkarłatnymi plamkami.
- 'Glem Lemon' - odmiana o półpełnych i cytrynowych kwiatach.
- 'Glem Mahogany' - odmiana o półpełnych i mahoniowych kwiatach.
- 'Jewel Golden Globe' – odmiana o intensywnie złotożółtych i podwójnych kwiatach.

Mieszańcem nasturcji Tropaeolum majus i nasturcji Tropaeolum peltophorum jest nasturcja ogrodowa, kwitnąca od czerwca do jesieni.

## Uprawa
Jest byliną, ale w Polsce ze względu na klimat uprawiana jest jako  roślina jednoroczna. Uprawiana jest głównie przez wysiew owoców. Sieje się je zazwyczaj pod koniec kwietnia lub w maju kupkami po 2–3 owoce, wprost do gruntu, w rozstawie 30-40 × 25 cm. Nie ma specjalnych wymagań co do gleby i nie wymaga nawożenia. Jeżeli rośnie w żyznej i dobrze nawożonej glebie wyrasta bardzo bujnie, ale kwitnie wówczas słabo. Może rosnąć zarówno w pełnym słońcu, jak i w półcieniu. Wrażliwa na mróz.